# Lockheed P-3 Orion
El Lockheed P-3 Orion és un avió de patrulla marítima desenvolupat a la fi dels anys 1950 per la companyia nord-americana Lockheed, usat per armades i forces aèries de diferents països del món principalment per a patrulla marítima, reconeixement, guerra antisuperficie i guerra antisubmarina.

## Història i producció
El 1958 la Marina estatunidenca va fer una proposta de concurs per tal de produir un avió ASW que pogués entrar en servei ràpidament modificant un model ja existent. Lockheed va treure un primer prototip, l'YP3V-1 (P-3A), que va volar el 19 d'agost de 1958 i es va entregar en agost de 1962. Posteriorment van crear el WP-3A, que era una versió de reconeixement meteorològic.
La producció total de P-3A/B va ser de 286 aparells per la US Navy, 5 per la Royal New Zeland Air Force (RNZAF), 10 per la Royal Australian Air Force (RAAF) i 5 més per l'exèrcit noruec.
La versió definitiva, P-3C, va aparèixer en 1969 i se'n van entregar 132 a la US Navy i 10 a la RAAF. Altres versions del Orion van ser l'avió d'intel·ligència electrònica EP-3E, del que es van entregar 6 unitats a la Força Aèria Imperial Iraní i que porta dispositius actius d'interferències per tal de provocar activitat electrònica com a mesura de protecció, i el CP-140 Aurora, per a les Forces Armades Canadenques.

## Variants
- P-3A
- P-3B
- P-3C
- EP-3E Sigint
- WP-3D
- CP-140 Aurora

## Especificacions
Dades de La enciclopedia de la aviación
Característiques generals
- Tripulació: 10
- Longitud: 35,61 m
- Envergadura: 30,37 m
- Alçada: 10,29 m
- Pes carregat: 61.235 kg
- Motors: 4×  motors turbohèlice Allison T56-A-14 , 3.663 kW   cada un

 Rendiment 
- Velocitat màxima: 761 km/h
- Abast: 3.835 km
- Sostre de servei: 8.625 m